# Бузняков, Алексей Васильевич
Алексе́й Васи́льевич Бузняко́в (род. 13 февраля 1985, Карло-Марксово, Донецкая область, Украинская ССР, СССР) — российский футболист, нападающий.

## Биография
Воспитанник «Ротора». Начинал карьеру в составе «Ротора-2», где выступал в 2003—2005 годах. В 2006 году перешёл в основной состав «Ротора», затем пополнил ряды красноярского «Металлурга». В 2007 году был арендован клубом «Юнит». В 2008 году выступал за клубы «Динамо-Воронеж» и «Елец». В 2009—2010 годах и в сезоне 2013/14 защищал цвета ростовского СКА. В сезоне 2011/12 выступал за «Тюмень». По окончании сезона расторг контракт и перешёл в «Амур-2010». В 2014 году подписал контракт со «Сменой» из города Комсомольск-на-Амуре.

## Достижения
- Победитель зоны «Восток» Второго дивизиона: 2015/16
- Бронзовый призёр зоны «Юг» Второго дивизиона: 2005